# Phacelia egena
Phacelia egena là loài thực vật có hoa trong họ Mồ hôi. Loài này được (Brand) J.T. Howell miêu tả khoa học đầu tiên năm 1943.